# ماثيو جونز
ماثيو جونز (بالإنجليزية: Matthew Jones)‏ (11 أكتوبر 1980 المملكة المتحدة - ) هو لاعب كرة قدم بريطاني، يلعب كلاعب وسط.

## مسيرته

### مسيرته مع الأندية
- 1998 - 2001 لعب مع شروزبري تاون 7 مباريات.
- 2000 - 2001 لعب مع نادي ساوثبورت مباراتين سجل خلالها هدف.

## روابط خارجية
- ماثيو جونز على موقع Soccerbase.com (لاعب) (الإنجليزية)